# Lex Villia annalis
Die lex Villia annalis (mitunter auch mit Pluralbildung: lateinisch leges annales) war ein nach dem Volkstribun Lucius Villius Annalis benanntes römisches Gesetz, das die Ämterlaufbahn, insbesondere die zeitliche Abfolge der Besetzung der senatorischen Staatsämter, normierte.

## Der cursus honorum
In der römischen Republik hatten sich gewohnheitsrechtlich im Laufe der Jahrhunderte Regeln entwickelt, in welcher Reihenfolge römische Politiker die senatorischen Ämter bekleiden konnten, ohne dass es dazu rechtlich verbindliche Regeln gab. So kam es, dass die Ämterreihenfolge (Quaestor, Aedil/Volkstribun, Praetor, Konsul) von einzelnen prominenten Persönlichkeiten gelegentlich durchbrochen wurde, sei es, dass einzelne Ämter übersprungen wurden (z. B. von Publius Cornelius Scipio Africanus, der ohne vorher eines der niederen Ämter innegehabt zu haben, Konsul wurde), sei es, dass einzelne Amtsträger ihr Amt länger als ein Jahr durch Iteration besetzten (z. B. Marcus Claudius Marcellus, Suffektkonsul 215 v. Chr. und ordentlicher Konsul 214 v. Chr.). Hintergrund wird gewesen sein, dass die politische und die militärische Leitung des Gemeinwesens nicht jungen Leuten anvertraut werden sollte, denen es noch an reiflicher Lebenserfahrung fehlte. Die Regeln der lex wurden bis zum Ende der Zeit der Republik in der Regel streng überwacht und auch eingehalten. Jedoch verstieß bspw. der jüngere Scipio Africanus während des Dritten Punischen Kriegs gegen die lex und wurde 147 v. Chr. zum Konsul gewählt, ohne das dafür erforderliche Mindestalter erreicht zu haben. Er wurde zudem 143 v. Chr. wiederholt Konsul, wobei dies seit 152 v. Chr. eigentlich ebenfalls unzulässig war.

## Gesetzesinitiativen
Um feste Regeln für den cursus honorum zu schaffen, gab es bereits 199 v. Chr. eine Gesetzesinitiative, eine feststehende Reihenfolge für die zu bekleidenden Ämter zu schaffen, wonach zunächst das jeweils niedrigere Amt bekleidet worden sein musste, bevor man sich für das nächsthöhere Amt bewerben durfte. Nachdem diese Initiative gescheitert war, legte der Volkstribun Lucius Villius (später mit dem Cognomen Annalis für sich und seine Nachkommen benannt) im Jahre 180 v. Chr. der Volksversammlung einen neuen Gesetzesantrag vor, der angenommen wurde und als lex Villia annalis in die römische Rechtsgeschichte einging.

## Inhalt der lex Villia annalis
1. Zunächst wurde die Reihenfolge der Ämter festgelegt. Danach musste zuerst das Eingangsamt, die Quaestur, für die senatorische Laufbahn bekleidet werden. Dann hatte der gewesene Quaestor das Recht, sich um das nächsthöhere Amt, die Ädilität oder das Volkstribunat zu bewerben, nach Absolvierung eines dieser beiden Ämter konnte er Praetor werden und danach das höchste Staatsamt, das Konsulat, erreichen.
2. Bei der Bewerbung um die senatorischen Ämter mussten nach Ablauf eines Amtes zwei Jahre vergehen, bevor jemand sich um das nächsthöhere Amt bewerben durfte.
3. Bevor sich ein Römer erstmals um ein Amt bewerben durfte, musste er zehn Jahre Militärdienst nachweisen.[7]
4. Die lex setzte ferner ein Mindestlebensalter fest, ab wann ein kurulisches Amt angetreten werden konnte. Für die kuruliche Aedilität musste er 37, für die Praetur 40 und für das Konsulat 43 Jahre alt sein.[8] Nach Auskunft Ciceros musste der Quästor 30 Jahre alt sein.[4][9]
5. Ein gewesener Konsul konnte sich erst nach Ablauf von zehn Jahren erneut um das Konsulat bewerben.